# 皮尼亞 (查格雷斯區)
皮尼亞（西班牙語：Piña），是巴拿馬的城鎮，位於該國中部，由科隆省的查格雷斯區負責管轄，面積29.3平方公里，海拔高度7米，2010年人口836，人口密度每平方公里28.5人。